# Rudolf Steiner (Biophysiker)
Rudolf Steiner (* 18. Dezember 1941 in Prag) ist ein deutscher Biophysiker mit Forschungsschwerpunkt in der Lasertechnik für medizinische Anwendungen.
Nach seinem Physik-Diplom wurde Steiner 1972 an der Technischen Hochschule München promoviert und ging anschließend als NATO fellow an das Centre national de la recherche scientifique (CNRS) in Montpellier, Frankreich. Schon in seiner Diplomarbeit arbeitete er mit Lasern. Ab 1973 beschäftigte er sich mit Laseranwendungen in der Medizin an der Heinrich-Heine-Universität Düsseldorf, wo er ein Laserlabor für medizinische Diagnostik aufbaute. Am Institut für klinische Physiologie bekam er eine Stelle als Assistenzprofessor. 1986 bekam er den Ruf zum Professor an der Universität Ulm und übernahm die Leitung des neu gegründeten Instituts für Lasertechnologien in der Medizin und Meßtechnik (ILM). Am 31. Dezember 2007 ging er in den Ruhestand. Er ist seitdem wissenschaftlicher Berater des ILM.

## Veröffentlichungen
- Rudolf Steiner (Hrsg.): Laser Lithotripsy. Clinical Use and Technical Aspects. Springer-Verlag, 1988, ISBN 0-387-19480-0.
- Rudolf Steiner, Otto Braun-Falco, Michael Landthaler (Hrsg.): Lasers in Dermatology. International Symposium Proceedings. Springer-Verlag, 1991, ISBN 3-540-51863-0.
- R. Steiner: Basic Laser Physics. In: C. Raulin, S. Karsai (Hrsg.): Laser and IPL Technology in Dermatology and Aesthetic Medicine. Springer-Verlag, Berlin / Heidelberg 2011, ISBN 978-3-642-03437-4, S. 3–22.
- R. Steiner: Laser-Tissue Interactions. In: C. Raulin, S. Karsai (Hrsg.): Laser and IPL Technology in Dermatology and Aesthetic Medicine. Springer-Verlag Berlin / Heidelberg 2011, ISBN 978-3-642-03437-4, S. 23–36.
- K. Kunzi-Rapp, R. Steiner: Intense Pulsed Light Technology. In: C. Raulin, S. Karsai (Hrsg.): Laser and IPL Technology in Dermatology and Aesthetic Medicine. Springer-Verlag Berlin / Heidelberg 2011, ISBN 978-3-642-03437-4, S. 37–40.